# Keeper
 (juin 2016).
Pour plus de détails, voir Fiche technique et Distribution.
Keeper  est un film belge écrit et réalisé par Guillaume Senez.
Le film est présenté en avant-première mondiale au Festival international du film de Locarno en 2015. Keeper est ensuite présenté au Festival international du film de Toronto et a enchaîné plus de 50 sélections en festivals à travers le monde (Namur, Rotterdam, Angers, Marrakech, Tallinn, etc.).
En décembre 2016, le film est nommé au prix Louis-Delluc.

## Synopsis
Maxime et Mélanie ont 15 ans et sont amoureux. Il espère pouvoir devenir footballeur professionnel et pouvoir subvenir, plus tard, à leurs besoins. Un jour, Mélanie découvre qu’elle est enceinte. Après concertation, malgré leur jeune âge et en dépit de la réticence de leurs parents, ils décident de garder le bébé.

## Fiche technique
- Réalisation : Guillaume Senez
- Scénario : Guillaume Senez, David Lambert
- Photographie : Denis Jutzeler
- Son : Eric Ghersinu
- Assistant réalisateur : Arnaud Kervyn
- Décors : Florin Dima
- Costumes : Françoise Nicolet
- Maquillage : Martine Felber
- Montage : Julie Brenta
- Montage Son : Virginie Messiaen
- Mixage : Franco Piscopo
- Scripte : Gaelle Debaisieux
- Casting : Laure Cochener
- Directrice de production : Anne-Laure Guégan
- Producteur exécutif : Olivier Abrassart
- Producteurs délégués : Isabelle Truc, Elisa Garbar
- Coproducteurs : Fabrice Préel-Cléach, Bart Van Langendonck
- Dates de sortie :
  - Suisse : 28 octobre 2015 (Suisse romande) / 25 février 2016 (Suisse alémanique)
  - Belgique : 9 mars 2016
  - France : 23 mars 2016

## Distribution
- Kacey Mottet-Klein : Maxime
- Galatéa Bellugi : Mélanie
- Catherine Salée : la mère de Maxime
- Sam Louwyck : le père de Maxime
- Lætitia Dosch : la mère de Mélanie
- Cédric Vieira : le coach

## Sortie
Le film est sorti sur les écrans en Suisse romande le 28 octobre 2015 et Suisse alémanique début 2016 (distribué par Filmcoopi), en Belgique, le 9 mars 2016 par Cinéart et en France, le 23 mars 2016 par Happiness Distribution.

## Distinctions
Keeper a remporté le Label Europa Cinemas à Locarno, le Prix du jury Jeunes au Festival du film français d'Helvétie, le Prix de la critique au Festival international du film francophone de Namur, le Young Talent Award du Filmfest Hamburg, la mention spéciale du jury au Festival du film de Varsovie, le Grand Prix au Torino Film Festival, le prix du Jury et prix d'interprétation féminine au Festival International du film de Marrakech (Jury présidé par Francis Ford Coppola), le Grand Prix au festival Premiers Plans d'Angers (Jury présidé par Arnaud Desplechin), le prix spécial du Jury au Festival international du premier film d'Annonay, le Golden Slipper au Zlin Film Festival, le Teens Choice award au Valletta Film Festival, le Spécial Jury Price au Taipei Film Festival (jury présidé par Tran Han Hung), le premier Prix au Fiuggi Film Festival, le Best Film au Molodist film festival à Kiev, etc.
- Grand prix du Jury au Festival Premiers Plans d'Angers
- Prix d'interprétation féminine (Galatea Bellugi) et prix du Jury au Festival international du film de Marrakech
- Label Europa Cinemas au Festival international du film de Locarno
- Prix du Jury Jeunes au Festival du film français d'Helvétie
- Prix de la critique au Festival international du film francophone de Namur
- Mention spéciale du Jury au Festival du film de Varsovie
- Young Talent Award au FilmFest Hamburg
- Prix spécial du jury au Festival international du premier film d'Annonay
- Grand prix au Torino Film Festival
- Golden Slipper au Zlin Film Festival
- Teens Choice award au Valletta Film Festival
- Spécial Jury Price au Taipei Film Festival
- Meilleur second rôle féminin ex aequo (Laetitia Dosch et Catherine Salée) au Festival Jean Carmet
- Mention du Jury au Minsk International Film Festival
- Best Film au Molodist Kiev Film Festival
- Premier Prix au Fiuggi Film Festival
- Nomination au prix Louis Delluc 2016
- Meilleur Premier Film au Magritte du Cinéma 2017